# جوزپه راوانو
جوزپه راوانو (انگلیسی: Giuseppe Ravano؛ زادهٔ ۵ فوریهٔ ۱۹۴۳) سوارکار اهل ایتالیا است.